# Победнице европских првенстава у атлетици на отвореном — 80 метара препоне
Освајачице медаља на Европским првенствима у атлетици на отвореном у дисциплини трчања на 80 метара препоне, која је била у програму од другог Европског првенства у Бечу 1938. до седмог првенства у Будимпешти 1966., приказане су у следећој табели са постигнутим резултатима, рекордима и билансом освојених медаља по земљама и појединачно у овој дисциплини. Резултати су приказани у секундама.

## Освајачице медаља на Европским првенствима на отвореном
| Европско првенство     |                                | Резултат |                                     | Резултат |                                                       | Резултат |
| Беч 1938 детаљи        | Клаудија Тестони · Италија     | 11,6 РЕП | Лиза Гелијус · Немачка              | 11,7     | Катерина Тер Браке · Холандија                        | 11,8     |
| Осло 1946 детаљи       | Фани Бланкерс Кун · Холандија  | 11,8     | Елене Гокиел · СССР                 | 11,9     | Валентина Фокина · СССР                               | 11,9     |
| Брисел 1950 детаљи     | Фани Бланкерс Кун · Холандија  | 11,1 РЕП | Морин Дајсон · Уједињено Краљевство | 11,6     | Мишелин Остермајер · Француска                        | 11,7     |
| Берн 1954 детаљи       | Марија Голубничаја · СССР      | 11,0 РЕП | Анелиз Шонбухнер · Западна Немачка  | 11,2     | Пем Сиборн · Уједињено Краљевство                     | 11,3     |
| Стокхолм 1958 детаљи   | Галина Бистрова · СССР         | 10,9     | Зента Коп · Западна Немачка         | 10,9     | Гизела Биркемејер · Источна Немачка                   | 11,0     |
| Београд 1962 детаљи    | Тереза Цјепли · Пољска         | 10,6 РЕП | Карин Балцер · Источна Немачка      | 10,6 РЕП | Марија Пјатковска · ПољскаЕрика Фиш · Западна Немачка | 10,6 РЕП |
| Будимпешта 1966 детаљи | Карин Балцер · Источна Немачка | 10,7     | Карин Фриш · Западна Немачка        | 10,7     | Елжбијета Беднарек · Пољска                           | 10,7     |

## Биланс медаља
| #               | Држава               |   |   |   |    |
| --------------- | -------------------- | - | - | - | -- |
| 1.              | СССР                 | 2 | 1 | 1 | 4  |
| 2.              | Холандија            | 2 | 0 | 1 | 3  |
| 3.              | Источна Немачка      | 1 | 1 | 1 | 3  |
| 4.              | Пољска               | 1 | 0 | 2 | 3  |
| 5.              | Италија              | 1 | 0 | 0 | 1  |
| 6.              | Западна Немачка      | 0 | 3 | 1 | 4  |
| 7.              | Уједињено Краљевство | 0 | 1 | 1 | 2  |
| 8.              | Немачка              | 0 | 1 | 0 | 1  |
| 9.              | Француска            | 0 | 0 | 1 | 1  |
| Укупно 9 земаља | Укупно 9 земаља      | 7 | 7 | 8 | 22 |

|    | Атлетичарка                    |   |   |   |   |
| -- | ------------------------------ | - | - | - | - |
| 1. | Фани Бланкерс-Кун · Холандија  | 2 | 0 | 0 | 2 |
| 2. | Карин Балцер · Источна Немачка | 1 | 1 | 0 | 2 |